# Turhal (district)
Turhal is een Turks district in de provincie Tokat en telt 87.553 inwoners (2007). Het district heeft een oppervlakte van 1021,4 km². Hoofdplaats is Turhal.
De bevolkingsontwikkeling van het district is weergegeven in onderstaande tabel.

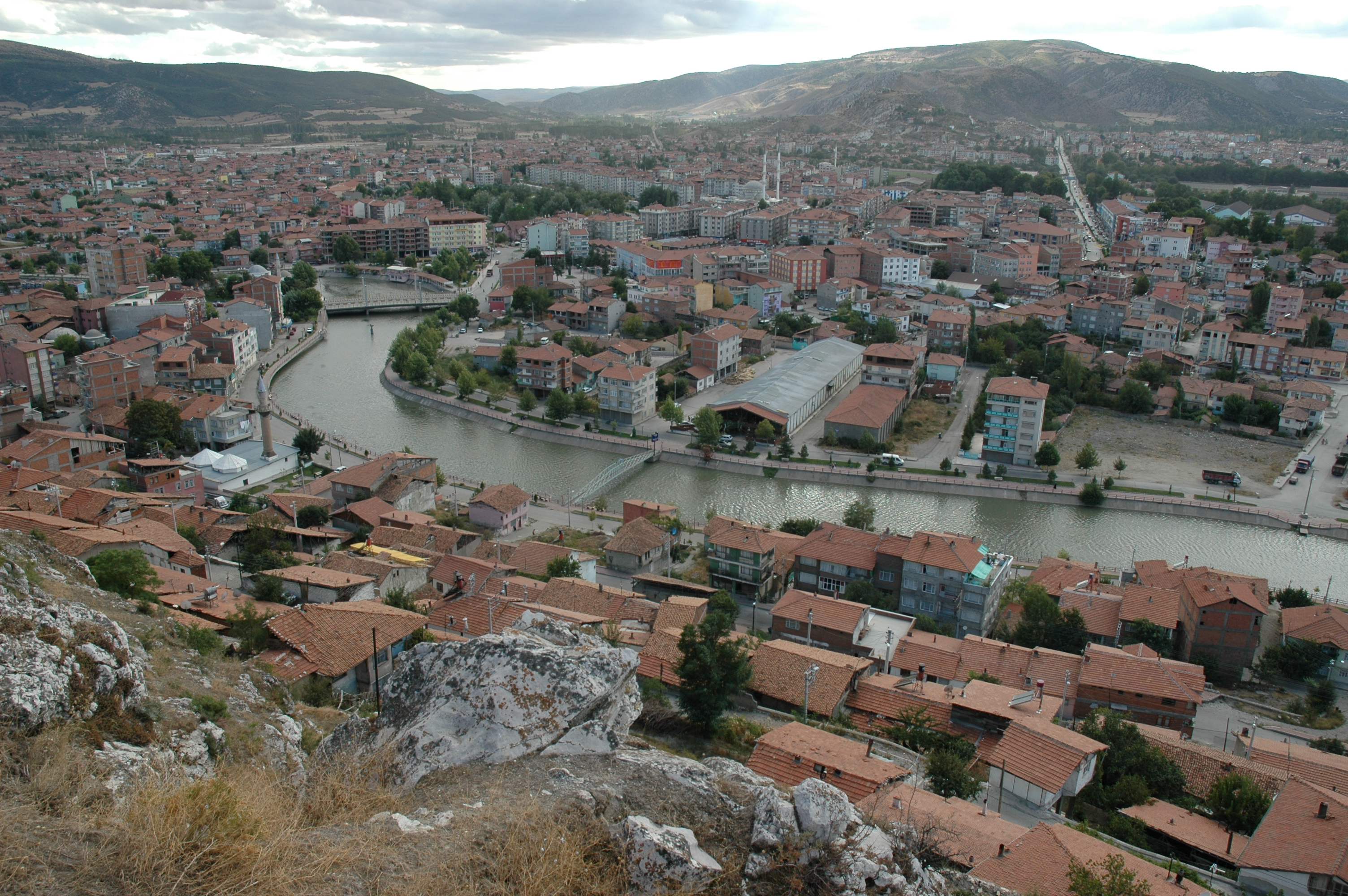
Uitzicht op Turhal

| 1997    | 2000    | 2007   |
| ------- | ------- | ------ |
| 116.351 | 130.985 | 87.553 |